# Heroin(e)
Heroin(e) (zusammengesetzt aus Heroin und heroine, englisch für Heldin) ist ein US-amerikanischer Dokumentarfilm aus dem Jahr 2017 unter der Regie von Elaine McMillion Sheldon und produziert von Elaine McMillion Sheldon und ihrem Mann Kerrin Sheldon. Der Film war bei der 90. Oscarverleihung für  den Oscar in der Kategorie „Bester Dokumentar-Kurzfilm“ nominiert.

## Handlung
Der Dokumentarfilm konzentriert sich auf die Opioid-Epidemie in den Vereinigten Staaten von Amerika, insbesondere auf ihre Auswirkungen auf Huntington in West Virginia, wo die Überdosierungsrate zehnmal so hoch ist wie im US-Durchschnitt. Er begleitet Polizei, Richter und lokale gemeinnützigen Organisationen, die versuchen, Menschen zu helfen, die mit Opioidabhängigkeit zu kämpfen haben, und sie zur Genesung zu bringen, da die Stadt mit einer wachsende Zahl an Überdosierungen von Heroin, verschreibungspflichtigen Schmerzmitteln und dem viel stärkeren Fentanyl konfrontiert ist. Unter den begleiteten Personen befinden sich drei Frauen, auf die mit dem Namen des Films angespielt wird: Huntingtons Feuerwehrleiterin Jan Rader, die mit anderen Notfallhelfern Überdosisopfer behandelt; die Richterin aus Cabell County, Patricia Keller, die im Gericht für Drogenmissbrauch zuständig ist; und Necia Freeman von Brown Bag Ministry, die Frauen, die auf Prostitution zurückgreifen, um ihre Sucht finanzieren zu können, mit Lebensmitteln versorgt.
Der Dokumentarfilm erklärt den Gebrauch von Naloxon zur Behandlung von Überdosierungsopfern und untersucht den psychologischen Tribut der Ersthelfer des Countys, die jeden Monat Dutzende von Überdosierungen zu sehen bekommen. Er begleitet Ersthelfer, die zu Menschen, die sich überdosiert haben, gerufen wurden. In einem Fall wird  eine Frau an der Kasse eines Supermarkts wiederbelebt, während Kunden an anderen Kassen weiterhin bezahlen. Es gibt mehrere Dutzend Interviews mit Menschen, die süchtig geworden sind und sich in Genesung befinden, die die Auswirkungen der Drogen auf ihr Leben und ihre Bemühungen, sich davon zu erholen, diskutieren.

## Produktion

### Konzeption
Sheldon, die in Logan und Elkview in West Virginia aufgewachsen ist, sagte, dass ihr Bezug zur Opioid-Epidemie ein persönlicher war und dass sie Freunde und Klassenkameraden hatte, die von Sucht betroffen waren. Der Dokumentarfilm entstand in Zusammenarbeit mit dem Center for Investigative Reporting und wurde gezielt mit einem hoffnungsvollen Unterton gestaltet, der sich weniger auf Geschichte, Statistik und Politik als vielmehr auf die Menschen und ihre Tagesabläufe konzentriert, die täglich von Opioiden betroffen sind.
Medien, die das Thema behandeln, würden sich stark auf Opfer fokussieren; Sheldon aber wolle einen Dokumentarfilm erstellen, der sich mehr auf die Menschen konzentriert, die den Opfern helfen. Dabei hoffte sie, dass der Dokumentarfilm die Aufmerksamkeit auf die Sucht als etwas lenken würde, das sich auf Menschen aller Bevölkerungsgruppen auswirke.
Bei der Erstellung des Dokumentarfilms sagte die Filmemacherin, sie sei bestrebt, die Wahrnehmung der Opioidabhängigkeit von einem "moralischen Versagen" zu einem "medizinischen Problem" zu ändern, bei dem Genesung möglich ist. Die Appalachen-Region habe schon länger Probleme mit der Opioidabhängigkeit gehabt, bevor sie in den Vereinigten Staaten eine breitere öffentliche Wahrnehmung gefunden haben. Sheldon erklärte Vanity Fair, dass sie der Meinung sei, dass die Behörden, das Gesundheitswesen und die Pharmaunternehmen zwar nicht auf die Notlage in West Virginia achten, dass die Lösungen für die Opioid-Epidemie letztendlich aber von dort kommen würden, weil die Menschen wie die Personen in ihrem Film daran gearbeitet hätten, sich gegenseitig zu helfen. Umgekehrt sagte sie, dass die West-Virginier das Problem zu lange ignoriert haben und es angegangen werden müsse, unabhängig davon, wie sich der Dokumentarfilm auf die Sichtweise anderer auf den Zustand auswirke.

### Filmaufnahmen
Der Dokumentarfilm wurde zwischen Februar 2016 und Mai 2017 zu verschiedenen Gelegenheiten gedreht. Sheldon und ihr Mann waren die einzigen beiden, die an den insgesamt 38 Tagen Dreharbeiten vor Ort beteiligt waren. Das Center for Investigative Reporting finanzierte den Film über seine Glasbreaker-Initiative.
Sheldon wandte sich für den Dokumentarfilm an das Büro des Bürgermeisters und wurde Rader, Keller und anderen vorgestellt. Sie und ihr Mann begleiteten anschließend die Feuerwehr etwa 20 Tage lang über einen Zeitraum von sechs Monaten. Rader erzählte später Roll Call, dass sie sich Sorgen über ihre Kollegen mache, bei denen sie eine posttraumatische Belastungsstörung befürchte, da ihre Kollegen 40 oder mehr gestorbene Opfer pro Jahr gesehen hätten, einschließlich Freunde und Klassenkameraden. Sie wolle die finanziellen Auswirkungen von geschätzten 100 Millionen Dollar, die Opioide auf die Wirtschaft von Cabell County hatten, hervorheben, da ihre Feuerwehr auf fünf bis sieben Überdosierungen pro Tag reagierte. Über Rader lernte Sheldon einer Reihe von Menschen kennen, die die Opioid-Epidemie jeden Tag erlebten. Sie entschied sich schließlich für die drei Frauen, die im Dokumentarfilm vorgestellt werden, weil sie oft mit den gleichen Menschen in verschiedenen Lebensbereichen zu tun hätten.
Nach den Dreharbeiten wandte sich das Paar an das Unternehmen Netflix, was ihnen half, die Geschichte in Schnitt und Postproduktion zu gestalten. Die kurze Länge des Films ermöglicht den Einsatz als Lehrmittel, sagte Sheldon, denn Vorführungen bei verschiedenen örtlichen Versammlungen könnten dem Film eine Stunde widmen – 39 Minuten für den Film und 20 Minuten Diskussion über den Inhalt. Die Filmemacher erstellten einen Leitfaden für Vorführungen, damit er in Gefängnissen, Rehabilitationszentren und medizinischen Schulen geschaut werden könne.
Der Film wurde beim Telluride Film Festival im August 2017 uraufgeführt. Netflix gab ihn für Streaming bereits im darauffolgenden Monat frei. Vorführungen des Films fanden im ganzen Land statt, insbesondere in Gemeinden, die von der Opioidsucht betroffen sind.

## Rezeption
Der Film wurde für seinen Ton gelobt. Forbes nannte es eine „optimistische Gegenerzählung“, die sich auf eine Alternative zu harten oder wertenden Ansätzen zum Verständnis der Auswirkungen von Opioiden konzentriert. Forbes sagte, dass es „ein starkes Argument für Mitgefühl und für die zweite, dritte, vierte und zehnte Chance“ ist, obwohl es ihre Ursachen nicht so tief erforscht wie andere Werke wie J.D. Vance’s Hillbilly Elegy. The Clarion-Ledger schrieb, dass sein „mutiger“ Ansatz es dem Zuschauer erlaubte, das tägliche Leben von Menschen zu verstehen, die versuchen, den von Sucht Betroffenen zu helfen. Die New York Times betrachtete den Film als Spitzenreiter für einen Oscar, weil es „ein Thema in den Nachrichten – die Opioid-Epidemie – mit einer aktuellen Reportage und einem Blick darauf, menschliche Gesichter auf die Krise zu setzen“, behandelt.
Die über den Film befragten Bewohner von Huntington unterstützten im Allgemeinen den Inhalt des Films und stellten fest, dass er das Mitgefühl der Menschen in der Gemeinschaft, die anderen helfen, hervorhebt.
Rader besuchte die „State of the Union“-Rede 2018 als Gast von Senator Joe Manchin und sprach während der Reise mit Abgeordneten über die Opioid-Epidemie, die erhebliche Auswirkungen auf die Wirtschaft von Huntington hatte.

## Auszeichnungen
Der Film war bei der Oscarverleihung 2018 für  den Oscar in der Kategorie „Bester Dokumentar-Kurzfilm“ nominiert.